# Ириней (Братанович)
Епископ Ириней (в миру Иоанн Братанович, или Иоанн Братановский; конец 1725 — 23 апреля 1796) — епископ Русской православной церкви, епископ Вологодский и Великоустюжский, известный православный проповедник своего времени.

## Биография
Родился в конце 1725 года в местечке Барышевка в окрестностях Киева. Обучался в Киевской духовной академии, принял в ней монашество и по окончании был оставлен учителем.
C 1758 года — префект Московской славяно-греко-латинской академии;
C 1759 года — игумен Николо-Угрешского монастыря;
C 10 августа 1762 года — архимандрит Петропавловского монастыря в Брянске;
C 4 августа 1770 года — архимандрит Спасо-Яковлевского монастыря в Ростове Великом.
26 апреля 1775 года в Москве хиротонисан во епископа Вологодского и Белозерского; в 1788 ему повелено именоваться Вологодским и Великоустюжским. Ввёл в местной семинарии изучение не только греческого и еврейского языков, но также и французского.
Скончался 23 апреля 1796 года. Погребён в вологодском Софийском соборе на правой стороне.
Из проповедей его некоторые напечатаны в Ярославле, большая же часть (до 60) осталась в рукописи, в библиотеке Московской академии.